# Château de Saint-Cast
Le château de Saint-Cast est un édifice situé à Saint-Cast-le-Guildo, en France.

## Localisation
Le château est situé sur le territoire de la commune de Saint-Cast-le-Guildo,  allée du Val Saint-Rieul, dans le département des Côtes-d'Armor, en région Bretagne.

## Description
La ferme du Val Saint-Rieul reste le seul témoignage du château de Saint-Cast. L'ensemble est constitué d'une partie habitation et d'une partie agricole. Maison de plan allongé construite en schiste et en granite, couverte d'un comble à haut surcroît. Mur-pignon sud flanqué d'une étable de plan massé, à comble à surcroît. Fournil de plan massé couvert d'un comble à haut surcroît. Porcherie en appentis. Bâtiment de plan rectangulaire allongé construit en schiste et granite, associant un logement remanié, une grange ouverte en gouttereau et deux étables. Portes à l'arrière. Trous à pigeons en façade.

## Historique
Vestiges de l'ancien château de Saint-Cast, aujourd'hui disparu, comprenant la ferme du Val-Saint-Rieul et ses dépendances datant des XVIIIe et XIXe siècles. L'ancien château de Saint-Cast appartenait aux Gouyon de Beaucorps qui résidaient dans leur manoir de la Vieuville. Propriété du duc de Valentinois au milieu du XVIIIe siècle, le château et ses dépendances font l'objet d'un procès verbal d'état des biens de la seigneurie de Beaucorps en Saint-Cast. Le château comprend alors les dépendances suivantes : fournil, colombier, moulin d'Anne, les métairies du Val Saint-Rieul, du Chaffaut, de la Garde, de Busantin, de la Ballissonaye en Saint-Cast. Le procès-verbal rend compte de l'état de délabrement avancé du château : des poutres sont à remplacer, les planchers à refaire, les fenêtres et portes sont à changer et 4 000 ardoises sont à poser. Propriété du duc de Montmorency à la fin du XVIIIe siècle, le château est confisqué nationalement.
Il est inscrit à l'inventaire général du patrimoine culturel.